# Юні Друзі
«Юні Друзі» («Юні Друзі. Журналик для дітей») — ілюстрований журнал для українських дітей. Видання Союзу Українців у Великій Британії (СУБ).
Виходив англійською мовою квартально у Лондоні (1955—1985). Головний редактор — Теодор Кудлик

## Історія
Журналик «Юні Друзі» розпочав свою діяльність за ініціативою Андрія Бідося. Перший номер вийшов друком у березні 1955 року. До видання приєдналася Спілка Учителів, оскільки аудторія охоплювала дітей, молодь та школи українознавства (суботні школи при парафіях).
Першим редактором журналу в 1954—1957 pp. (зредагував 14 номерів) був сам Андрій Бідось. Після його смерті головним редактором став Теодор Кудлик, який також публікував у журналі свої вірші під псевдонімом Тустан Кримський.
Починаючи з 1960 році виходив журнал щоквартально тиражем 1500 примірників. Була можливість отримати журнал за передплатою. Читачі були з Канади, Бельгії, США, Франції, Німеччини, які оформлювали передплати.
На початку 1963 року під керівництвом Кудлика була створена редакційна колегія журналу, адміністратором призначено В. Мащака, ілюстратром став Ростислав Глувко (до 1960 року художні матеріали надавав Юрій Кульчицький з Франції, з 1960-го - Глувко).
Активно і всіляко підтримували видання Леонід Полтава, Софія Наумович, Петро Кізко, Микола Верес.

## Тематика
Своєю тематикою журнал охоплював не тільки малих дітей, але й молодь до 15 років. На сторінках друкувались релігійні подання з історії, зокрема з історії церкви, про святих, богоугодників. Не менше журнал присвячував й історії України і в доступний спосіб ілюстрував події та постаті минувшини: оповідання, поезії, малюнки про лихоліття народу. Друкував постійно твори з української літератури, також життєписи українських письменників, поетів, художників та майстрів мистецтва. Окрему увагу в журналі присвячено матеріалу для дитячої утіхи і забави: пісні, п'єси, сценки, веселі ілюстрації, загадки, пригодницькі оповідання тощо.